# Миклухо-Маклай Микола Дмитрович
Мико́ла Дми́трович Миклу́хо-Макла́й (9 (22) жовтня 1915, Київ — 8 квітня 1975, Ленінград) — радянський вчений-сходознавець, іраніст, кандидат історичних наук.

## Життєпис
Народився 9 (22) жовтня 1915 року в православній родині спадкового дворянина Дмитра Сергійовича Миклухо-Маклая і Серафими Михайлівни. 20 жовтня (2 листопада) 1915 року в Маріїнсько-Благовіщенській церкві міста Києва відбулося хрещення новонародженого. Таїнство звершили протоієрей Михайло Вишневецький з дияконом К. Новоборським. Хрещеними батьками маленького Миколи стали спадковий дворянин Михайло Миколайович Миклухо-Маклай і жінка-лікар Зіна Василівна Малахова.
У 1933—1936 роках здобував освіту на іранському відділенні ЛІФЛІ і, після злиття з ЛДУ, на історичному факультеті цього університету, який закінчив 1938 року. До 1 грудня 1941 року — аспірант ЛДУ, де опісля працював на посаді асистента. Пережив першу, найбільш важку, блокадну зиму в Ленінграді.
У квітні 1942 року був прийнятий до Інституту Сходознавства та евакуйований разом з ним влітку до Ташкента. З цього часу пов'язав своє життя з Інститутом Сходознавства. Працював в Іранському кабінеті Інституту під керівництвом Євгена Бертельса. 1943 року захистив кандидатську дисертацію на тему «Афганське завоювання Ірану у 1722—1736 рр.». У 1944—1945 роках разом з іншими арабістами та сходознавцями готував опис рукописів Узбецької РСР в рамках Інституту.
У 1945—1948 роках викладав у ЛДУ, а згодом з 1951 року працював у Секторі (Музеї) східних рукописів у Москві. Працював з перськими рукописами, писав статті по Ірану, Сефевідам і східному джерелознавству. 1964 року з кількома співавторами випустив своє дітище — каталог перських рукописів.
Вивчаючи рукописні пам'ятки, Микола Дмитрович зробив ряд важливих джерелознавчих відкриттів — встановив авторів творів «Аджаіб ал-махлукат» і «Додатків» до відомої праці Аттара «Тазкірат ал-аулійа» тощо.
В останні роки життя працював над фундаментальною монографією «Географічна література перською мовою», яка могла стати його докторською дисертацією. Праця була завершена, надрукована і передана як рукопис до Інституту після смерті автора 1975 року. 1984 року вона була видана.
Похований разом зі старшим братом Андрієм на 14-й ділянці Серафимовського кладовища Санкт-Петербурга (дві гранітні стели).

## Родина

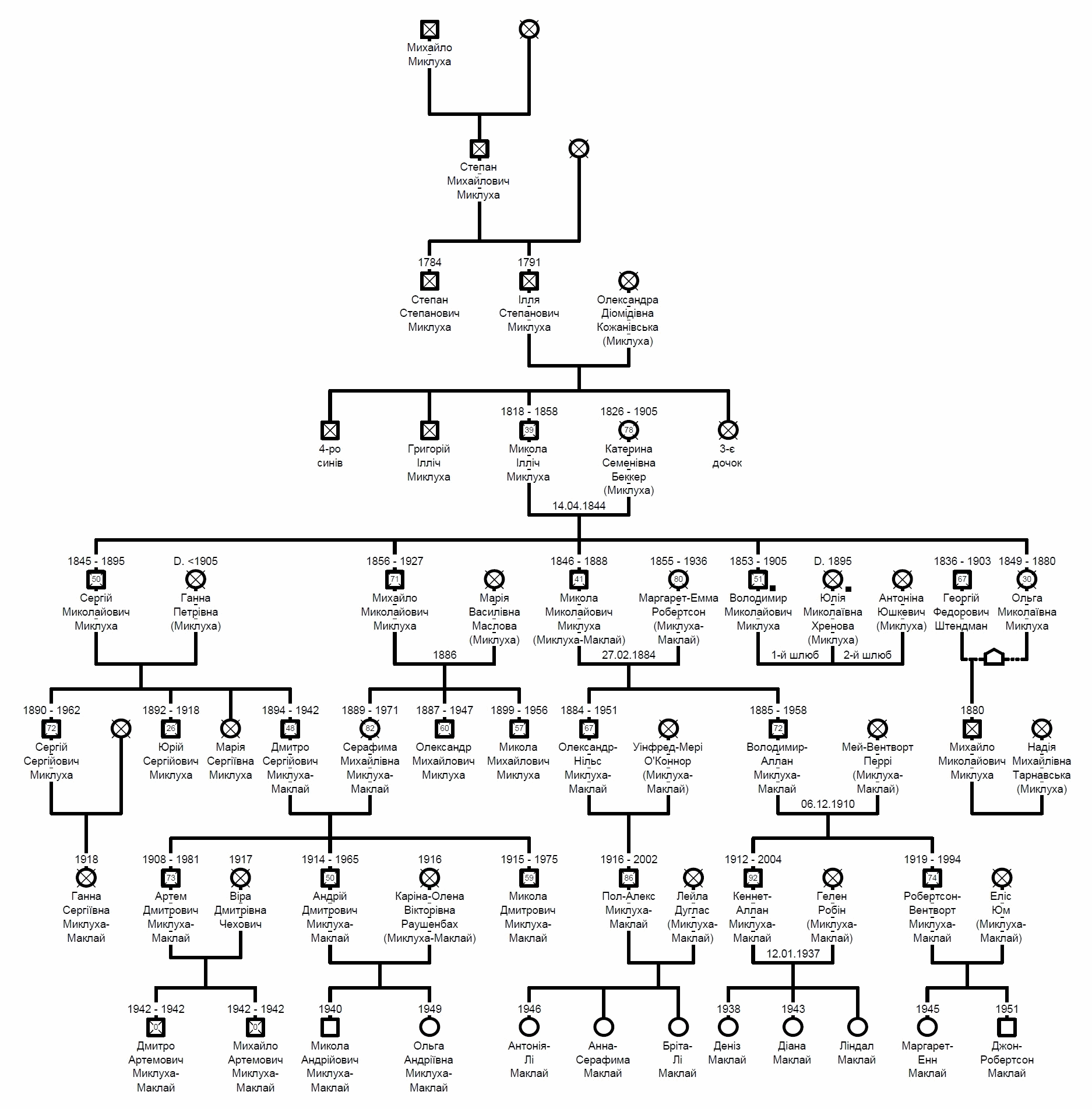
Родовідне дерево Миклух зі Стародубщини.

Батьки вченого походили з відомої української родини Миклух зі Стародубщини та були між собою двоюрідним братом і сестрою.
Микола Дмитрович та його старші брати Артем (1908—1981) і Андрій (1914—1965) — онуки Сергія Миколайовича та Михайла Миколайовича Миклух — рідних братів російського вченого та мандрівника Миколи Миколайовича Миклухо-Маклая.
Дружина — Єлизавета Георгіївна.

## Головні праці
- Миклухо-Маклай Н. Д. Географическое сочинение XIII в. на персидском языке // Ученые записки Института востоковедения. Том IX. М.-Л. : Издательство АН СССР, 1954. С. 175—219.
- Миклухо-Маклай Н. Д. Описание таджикских и персидских рукописей Института Востоковедения. Выпуск 1. Географические и космографические сочинения. М.-Л. : Издательство Академии Наук СССР, 1955. 107 с.
- Миклухо-Маклай Н. Д. Описание таджикских и персидских рукописей Института народов Азии. Выпуск 2. Биографические сочинения. М. : ИВЛ, 1961. 168 с.
- Миклухо-Маклай Н. Д. Описание таджикских и персидских рукописей Института Востоковедения. Выпуск 3. Исторические сочинения. М. : Наука (ГРВЛ), 1975. 442 с.